# Polnička

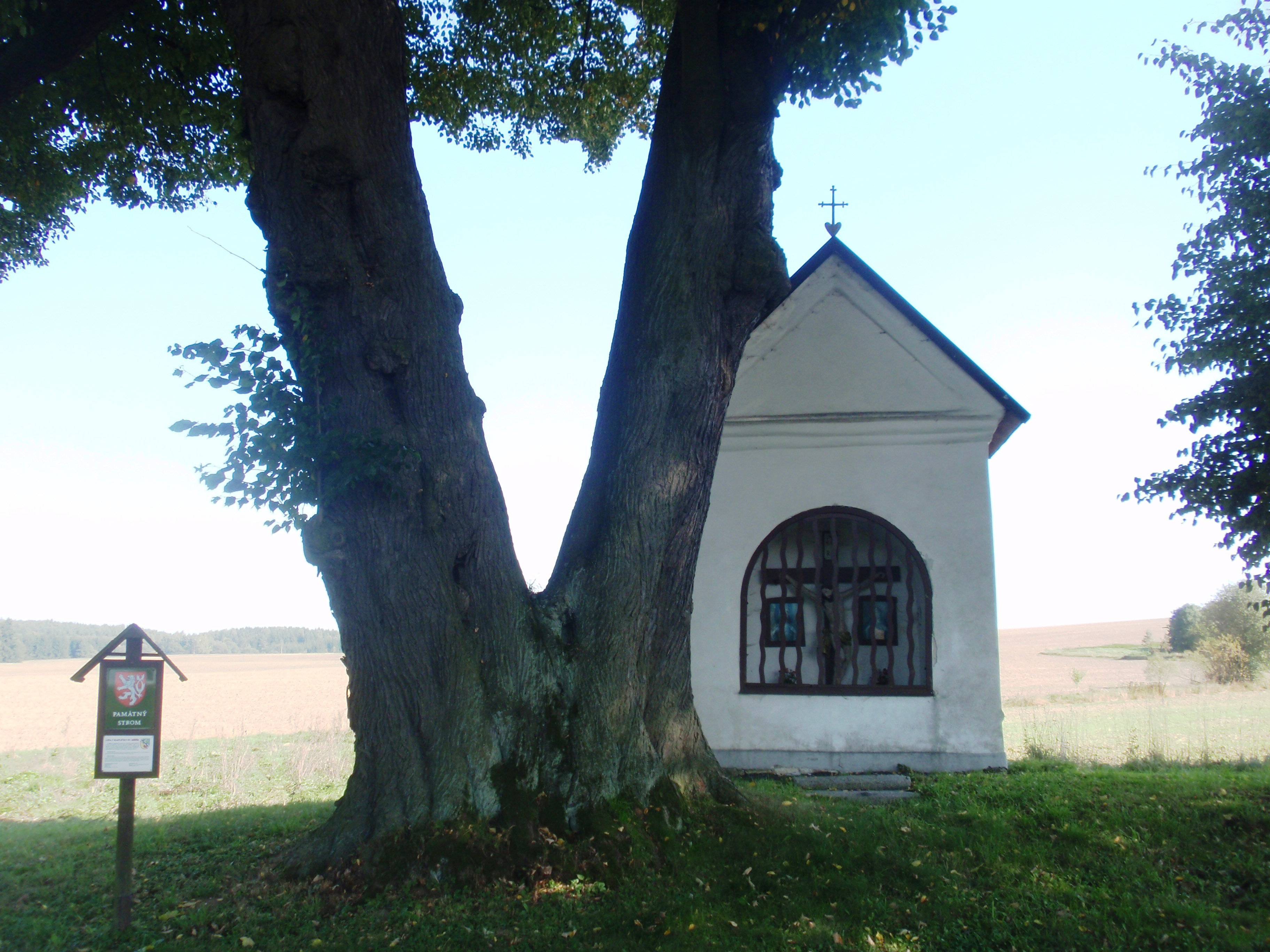
Kapelle zum hl. Kreuz

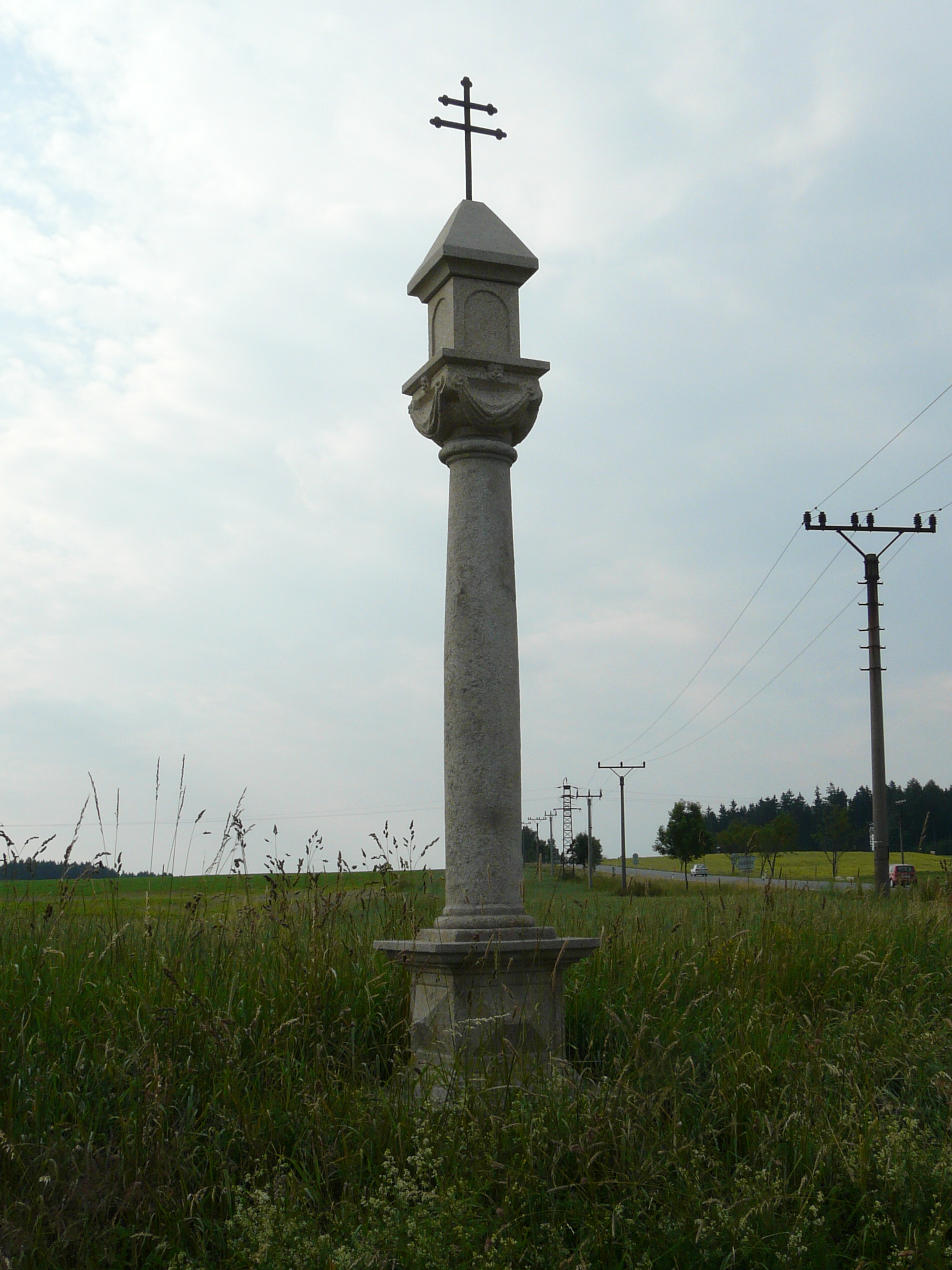
Bildstock am Ortsrand

Polnička (deutsch Pelles) ist eine Gemeinde in Tschechien. Sie liegt fünf Kilometer nördlich von Žďár nad Sázavou und gehört zum Okres Žďár nad Sázavou.

## Geographie
Polnička befindet sich im Südwesten der Saarer Berge im Tal der Sázava. Durch den Ort führt die Staatsstraße II/350 zwischen Přibyslav und Svratka, östlich des Dorfes verläuft die Silnice I/37. Nördlich von Polnička erstreckt sich entlang der Sázava und kleinerer Zuflüsse eine Kaskade von Teichen, die vom Hamerský rybník (Hammerteich) über den Stříbrný rybník (Silberteich), Kamenný rybník (Steinteich), Železný rybník (Eisenteich) und Nový rybník (Neuteich) bis zum Velké Dářko reicht; unmittelbar südlich liegt der Stausee Pilská (Pillerteich). Im Osten erhebt sich der Na Lazech (635 m n.m.), südlich der Salvátor (630 m n.m.) und der Adamův kopec (Pillerberg, 656 m n.m.), im Südwesten der Holý kopec (665 m n.m.), die Světka (661 m n.m.) und der Peperek (Beberek, 675 m n.m.), westlich die Vápenice (628 m n.m.) und nordwestlich der Kamenný vrch (Steinhübl, 689 m n.m.). Auf dem Hügel südlich des Dorfes wird ein großer Steinbruch betrieben.
Nachbarorte sind Nový Mlýn, Velké Dářko, Karlov und Škrdlovice im Norden, Světnov im Nordosten, Pod Strží und Sklené im Osten, Stržanov im Südosten, Hynkovec, Žďár nad Sázavou, Horní Hamry, Dolní Hamry und Najdek im Süden, Šlakhamry, Bambouch und Velká Losenice im Südwesten, Branty, Malá Losenice und Vepřová im Westen sowie Račín und Radostín im Nordwesten.

## Geschichte
Polnička wurde vor 1293 durch das Zisterzienserstift Saar auf böhmischen Gebiet gegründet und ist einer der ältesten Eisenmetallurgiestandorte in der Böhmisch-Mährischen Höhe. Im Jahr 1409 wurden in Polnička zwei Eisenhämmer betrieben; der eine befand sich an der Stelle des Doppelhauses Nr. 163/164 am Sportplatz, der andere unterhalb des Hammerteiches beim Haus Nr. 170. Unterhalb des Železný rybník entstand später mit dem Josefihammer ein weiteres Hammerwerk. Außerdem wurde die Wasserkraft der in zahlreichen Teichen aufgestauten Sázava auch zum Betrieb von Mühlen und Sägemühlen genutzt.
1653 bestand die im Ort gelegene Eisenhütte aus zwei Hochöfen mit einer Esse, einem Kupolofen, einem Zainhammer, einem Pochwerk sowie Wirtschaftsgebäuden. Die Befeuerung der Öfen erfolgte mit in der Umgebung gewonnenen Torf.
Nach der Aufhebung des Stiftes Saar fielen dessen Güter 1784 dem Religionsfonds zu. Die Eisenhütte firmierte fortan als Kameral-Herrschaft Saarische Eisenwerke zu Pelles. 1826 erwarb der böhmische Oberstmarschall Josef Wratislaw von Mitrowitz die Kameralgüter Saar und Wognomiestetz. Der nachfolgende Besitzer Franz Joseph von Dietrichstein ließ die Eisenwerke in Pelles mit denen in Ransko unter der gemeinschaftlichen Oberdirektion des Schichtamtes Ransko als Fürstlich Dietrichsteinsche Eisenwerke zu Ransko und Pelles zusammenlegen. In der Mitte des 19. Jahrhunderts erreichten die Eisenwerke Pelles ihre Blütezeit. 1838 wurde ein Walzwerk in Betrieb genommen, das Schienen für den in Mitteleuropa zunehmenden Bau von Eisenbahnen produzierte. Die Eisenwerke Pelles waren zu dieser Zeit die größte Eisenhütte in Böhmen. Sie beschäftigte insgesamt 236 Personen, darunter 132 Arbeiter sowie außerdem Holzfäller, Torfstecher, Köhler, Fuhrleute und Tagelöhner. Produziert wurden Stabeisen, Gatterwerk und Schlossereiwaren. 1840 wurde die Produktion um Wasserrohre erweitert, die vor allem in den aufstrebenden Städten Wien und Brünn ihren Absatz fanden. Produkte der Eisenwerke Pelles wurden 1837 bei der Ausstellung Böhmischer Industrieerzeugnisse in Prag und 1845 in Wien bei der Österreichischen Gewerbeausstellung mit Gold- und Silbermedaillen ausgezeichnet.
Im Jahre 1840 bestand das äußersten Südosten des Časlauer Kreises an der mährischen Grenze gelegene Dorf Pelles bzw. Polnička aus 140 Häusern, in denen 1198 Personen lebten. Im Ort gab es neben dem großen Eisenwerk eine Schule, ein Wirtshaus mit Erbgericht und eine Mühle. Abseits – am Ausfluss des Sazawabaches aus dem Neuteich – lag die Poddarsko-Mühle mit einer Brettsäge. Pfarrort war Wognomiestetz. Bis zur Mitte des 19. Jahrhunderts blieb Pelles dem Allodialgut Wognomiestetz untertänig.
Nach der Aufhebung der Patrimonialherrschaften bildete Pelles/Polnička ab 1850 eine Gemeinde im Gerichtsbezirk Přibyslau. 1855 begann der Niedergang der Eisenwerke. Ursachen dafür waren der zunehmende Holzmangel und die Verwendung von Steinkohle als Brennstoff bei der Verhüttung, erhöhte Kosten bei der Beschaffung des Eisenerzes und der Rückgang der Preise für Eisenwaren sowie die wachsende Konkurrenz auf dem Eisenmarkt. Nachdem 1859 das Walzwerk niedergebrannt war, stellten die Eisenwerke Pelles im Jahre 1862 ihre Produktion gänzlich ein. Zu dieser Zeit lebten in Pelles ca. 1600 Menschen, von denen die meisten bei den Eisenwerken arbeiteten oder in ihrer Existenz von den Werken abhängig waren. 1865 wurde das Unternehmen aufgelöst.
Unterhalb des Neuteiches wurde 1860 noch der Oberhammer errichtet; er wurde bereits 1876 wieder stillgelegt, an seiner Stelle entstand die Siedlung Nový Mlýn.
Ab 1868 gehörte die Gemeinde zum Bezirk Polna und ab 1884 zum Bezirk Chotěboř. Im Jahre 1900 hatte Polnička 965 Einwohner.
Nach der Schneebruchkatastrophe vom 26. und 27. Oktober 1930 wurde 1931 eine Waldbahn vom Velké Dářko über Račín zum Sägewerk Najdek errichtet. Die Strecke wurde bis 1934 von je zwei Dampf- und Benzinlokomotiven befahren und nach der Beräumung des Bruchholzes wieder abgebaut. Während des Zweiten Weltkrieges gehörte die Gegend zu den Zentren des tschechischen Widerstands. 1949 wurde die Gemeinde dem Okres Žďár zugeordnet. 1961 erfolgte die Eingemeindung von Račín. Zwischen 1980 und 1991 bildete Polnička einen Ortsteil von Žďár nad Sázavou.
Heute leben in den 240 Häusern der Gemeinde ca. 800 Menschen. Im Ort gibt es eine Grundschule.

## Gemeindegliederung
Für die Gemeinde Polnička sind keine Ortsteile ausgewiesen. Zu Polnička gehören die Wohnplätze Hynkovec (Hinkowetz), Na Zádi und Nový Mlýn (Oberhammer) sowie die Ferienhaussiedlung Velké Dářko.

## Sehenswürdigkeiten
- Nischenkapelle zum hl. Kreuz, am südöstlichen Ortsausgang
- Kapelle zum hl. Schutzengel, in der Ortsmitte
- Tabernakelbildstock im nördlichen Teil des Dorfes
- Tabernakelbildstock an der Kreuzung in der Ortsmitte
- Gusseisernes Kruzifix an der Brücke über die Sázava
- Reste der Waldbahn Žďárské vrchy, im Wald westlich des Dorfes
- Gartenbahn Salon Expres für Kinder
- Erholungsgebiet Velké Dářko

## Söhne und Töchter der Gemeinde
- Jan Harus (1892–1967), tschechoslowakischer Politiker